# Epacris microphylla
Epacris microphylla är en ljungväxtart som beskrevs av Robert Brown. Epacris microphylla ingår i släktet Epacris och familjen ljungväxter. Inga underarter finns listade i Catalogue of Life.

## Bildgalleri

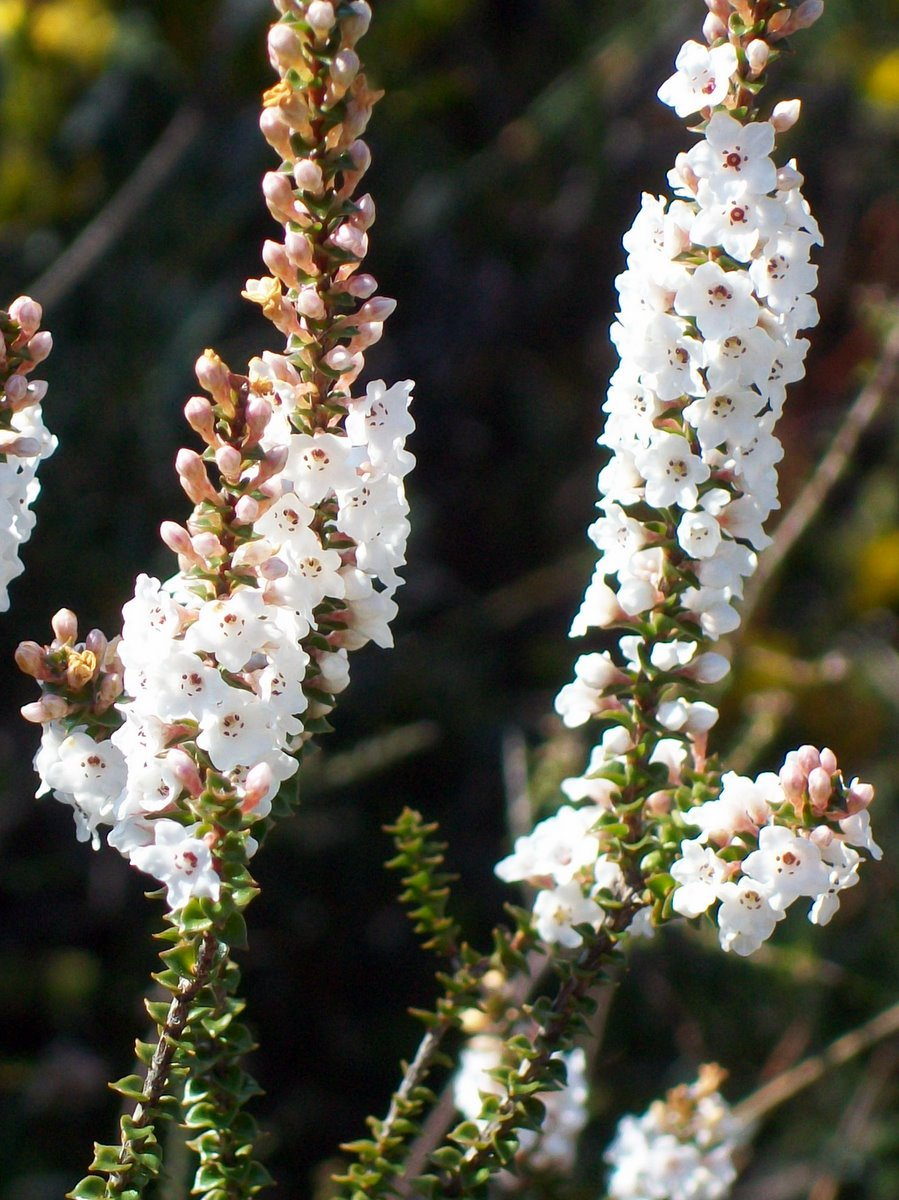
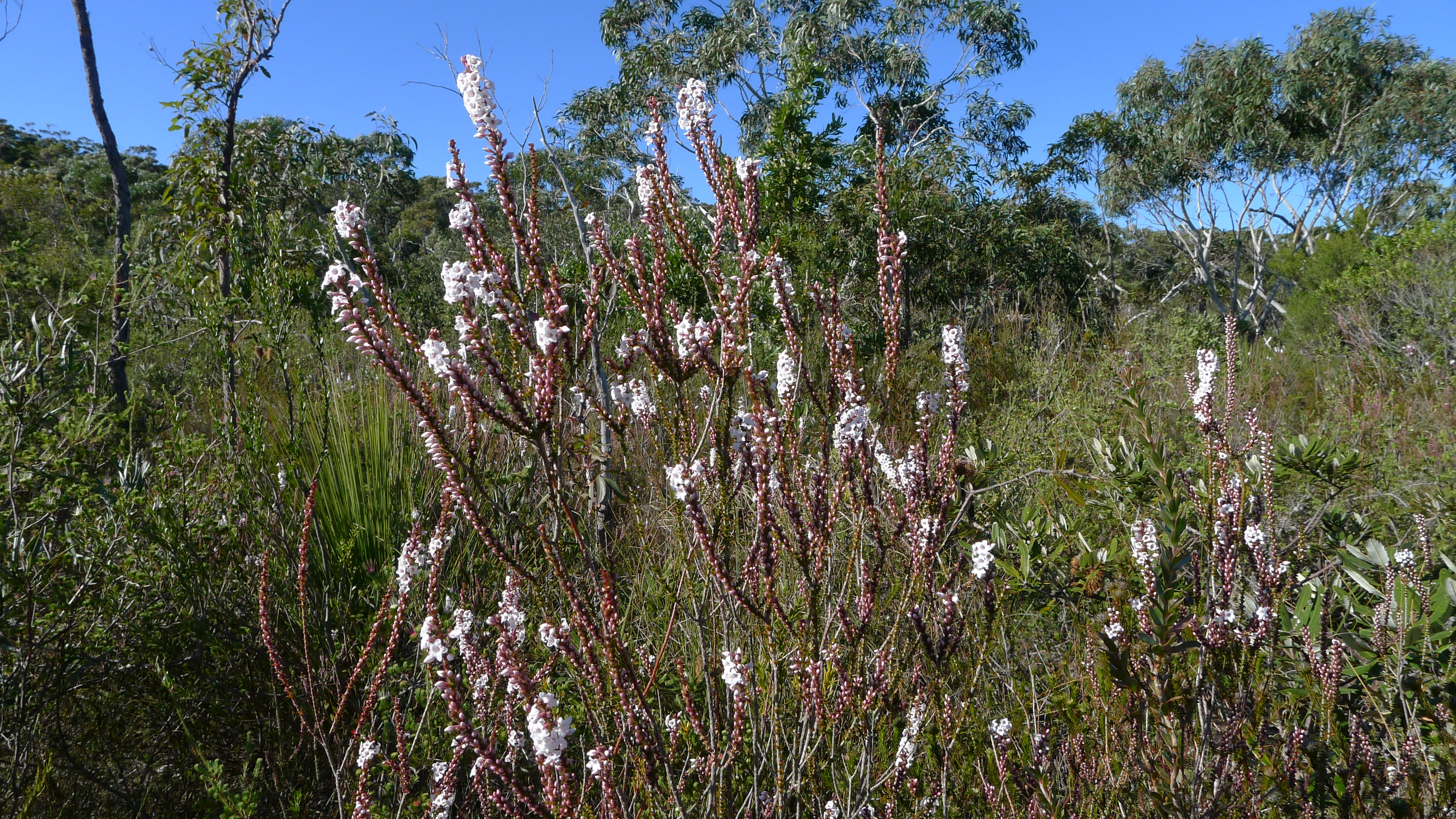
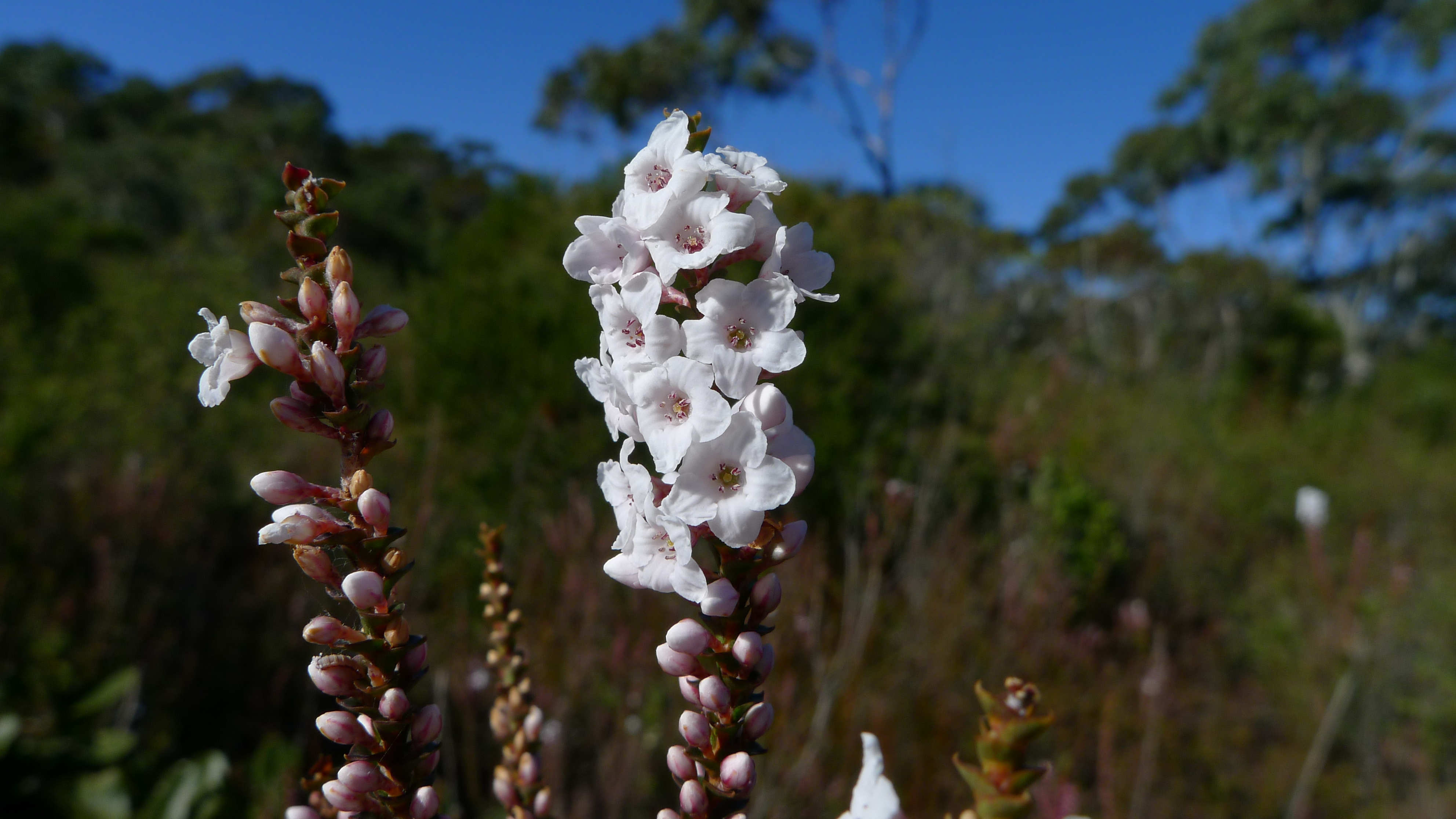